# 系统迁移
系统迁移是指将一组指令或程序（如可编程逻辑控制器程序）从一个平台迁移到另一个平台，从而最大限度地减少代码重构的工作量。
在用新系统替换旧系统的过程中，系统迁移也涉及停机。
迁移可以从封闭结构的大型计算机到采用 x86服务器的开放系统。此外，迁移可以从开放系统迁移到云计算平台，这样做可节约成本。使用将数据从一种表格转换为另一种表格的自动化工具可简化迁移。还有一些工具可以将编译或直译代码，从一个平台转换到另一个平台。此类工具的供应商包括 Micro Focus 和 Metamining 。另一种转换代码的方法是使用软件，在新系统上运行旧系统的代码。例如， Oracle Tuxedo Application Rehosting Workbench 、 Morphis - 用于 LINC 4GL 的转换器和产品、 Ispirer - 用于数据库和应用程序迁移的产品和服务。
当硬件不再可用时，也可能需要进行迁移。
JOVIAL语言。